# Dolichoderus indrapurensis
Dolichoderus indrapurensis är en myrart som beskrevs av Auguste-Henri Forel 1912. Dolichoderus indrapurensis ingår i släktet Dolichoderus och familjen myror.

## Underarter
Arten delas in i följande underarter:
- D. i. indrapurensis
- D. i. nigrogaster